# Tertulien Robinel
Tertulien Robinel, né le 12 juillet 1891 au Carbet où il est mort le 1er mars 1989, est un enseignant et homme politique français. Il est président du conseil général de la Martinique de 1957 à 1964.

## Biographie

### Début et carrière enseignante
Tertulien Léon Robinel est né au Carbet en 1891. Après une brillante scolarité primaire, supérieure puis normalienne, il devient instituteur au Morne-des-Esses (quartier de Sainte-Marie) en 1911. Après la Première Guerre mondiale, pendant laquelle il est mobilisé de 1915 à 1919, il revient comme professeur et directeur des cours complémentaires des Terres-Sainville. Durant cette période, il fonde les premiers cours destinés aux adultes en Martinique, au sein du collège d'enseignement général qu'il dirige. En 1945, il est nommé inspecteur de l'enseignement primaire de la Martinique. En 1949, il prend sa retraite et commence une carrière politique.

### Carrière politique
Conseiller municipal du Carbet de 1945 à 1965, Tertulien Robinel est élu, en 1949, conseiller général du Carbet sous l'étiquette SFIO. En 1957, il est élu président du conseil général de la Martinique, fonction qu'il occupe jusqu'en 1964. 
Sa carrière politique est marquée par un fait historique majeur. En effet, le 24 décembre 1959, à la suite des émeutes des 20, 21 et 22 décembre à Fort-de-France, Tertulien Robinel fait alors voter une motion à l'unanimité dans laquelle les élus du conseil général demandent « que des conversations soient entamées immédiatement entre les représentants qualifiés des Martiniquais et le Gouvernement français pour modifier le statut de la Martinique en vue d'obtenir une plus grande participation à la gestion des affaires martiniquaises », autrement dit un statut allant vers plus d'autonomie.
Après avoir abandonné la vie politique en 1964, il se retire dans sa commune natale où il meurt en 1989. Marié, il est le père de neuf enfants.

## Distinctions
Il est chevalier de la Légion d'honneur, officier de l'ordre national du Mérite, commandeur de l'ordre de l'Étoile d'Anjouan et
récipiendaire de la médaille d'argent de l'Éducation nationale.  